# حس شگفتی
حس شگفتی (گاهی به شوخی نوشته می‌شود sensawunda) یک حالت فکری و عاطفی است که اغلب در بحث‌های علمی و زیست‌شناسی، هشیاری برتر، داستان‌های علمی تخیلی و فلسفه به کار می‌رود.
جان رادوف حس شگفتی را به عنوان یک واکنش عاطفی نسبت به خواننده در رویارویی ناگهانی، درک یا دیدن دوباره مفهومی در متن اطلاعات جدید توصیف کرده‌است.